# O Quinze (álbum)
O Quinze é o décimo quinto álbum de estúdio gravado pelo cantor, compositor e instrumentista cearense Raimundo Fagner e lançado em 1989. O disco vendeu mais de 500.000 cópias.

## Faixas
1. "Cidade Nua"
2. "Desfez de Mim"
3. "Retrovisor"
4. "A Doce Canção de Caetana"
5. "Amor Escondido"
6. "A Chama Azul de um Blues"
7. "Oração de São Francisco"
8. "Tortura de Amor"
9. "As Dores do Mundo"
10. "Não Me Deixes Mais" (Ne Me Quitte Pas)
11. "Joana Francesa"  (participação:Chico Buarque)

- Na versão em CD foram incluídas as canções

1. "Mucuripe"
2. "Amor E Crime"
3. "Respeita Januário/Riacho do Navio/Forró no Escuro"
4. "Estrada de Canindé"

## Música em Novela
- "Amor Escondido"  foi tema de Tieta (1989 - 1990)